# Братская школа (Донецк)

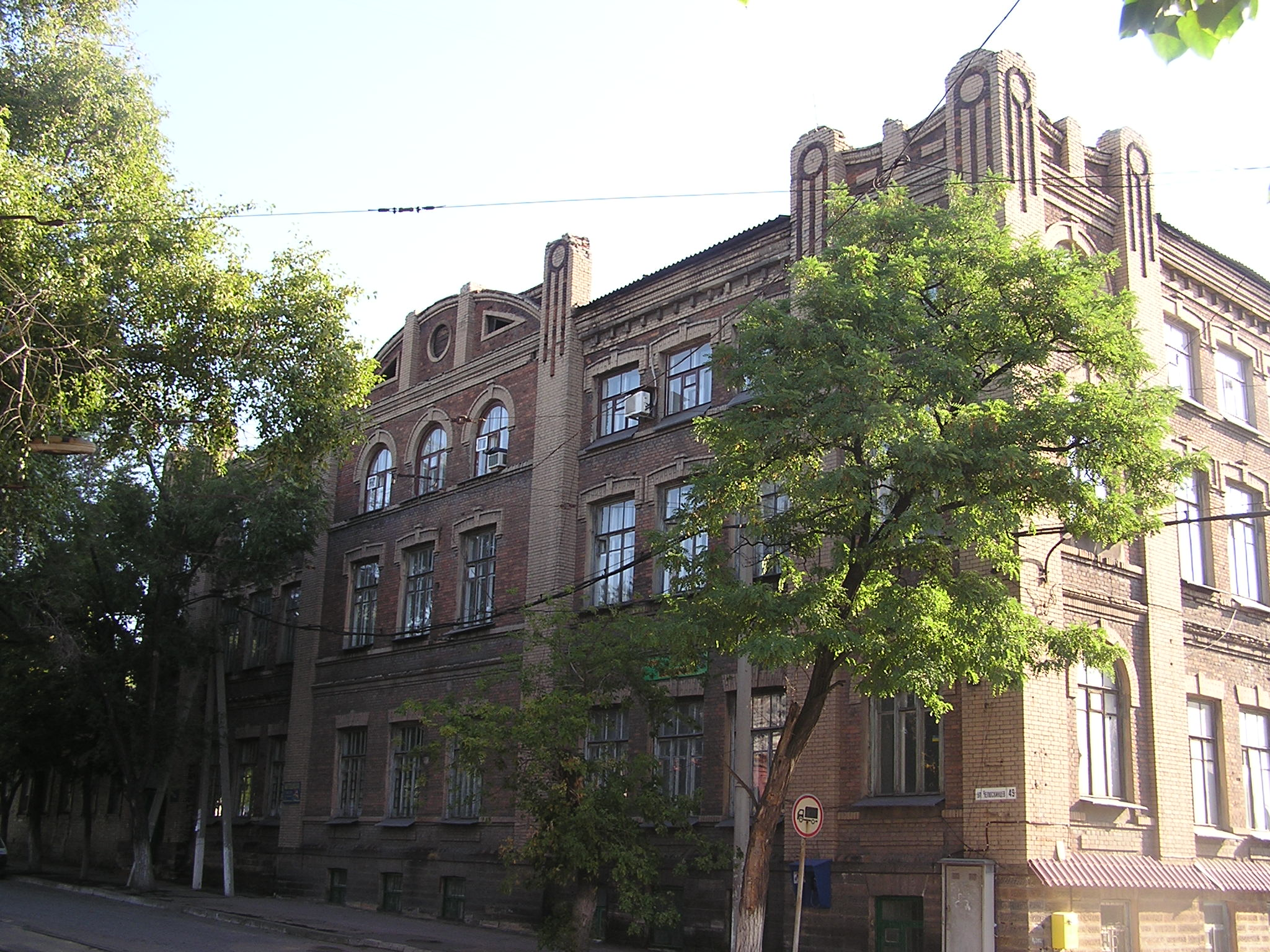
Здание братской школы (главный фасад) со стороны ул. Челюскинцев

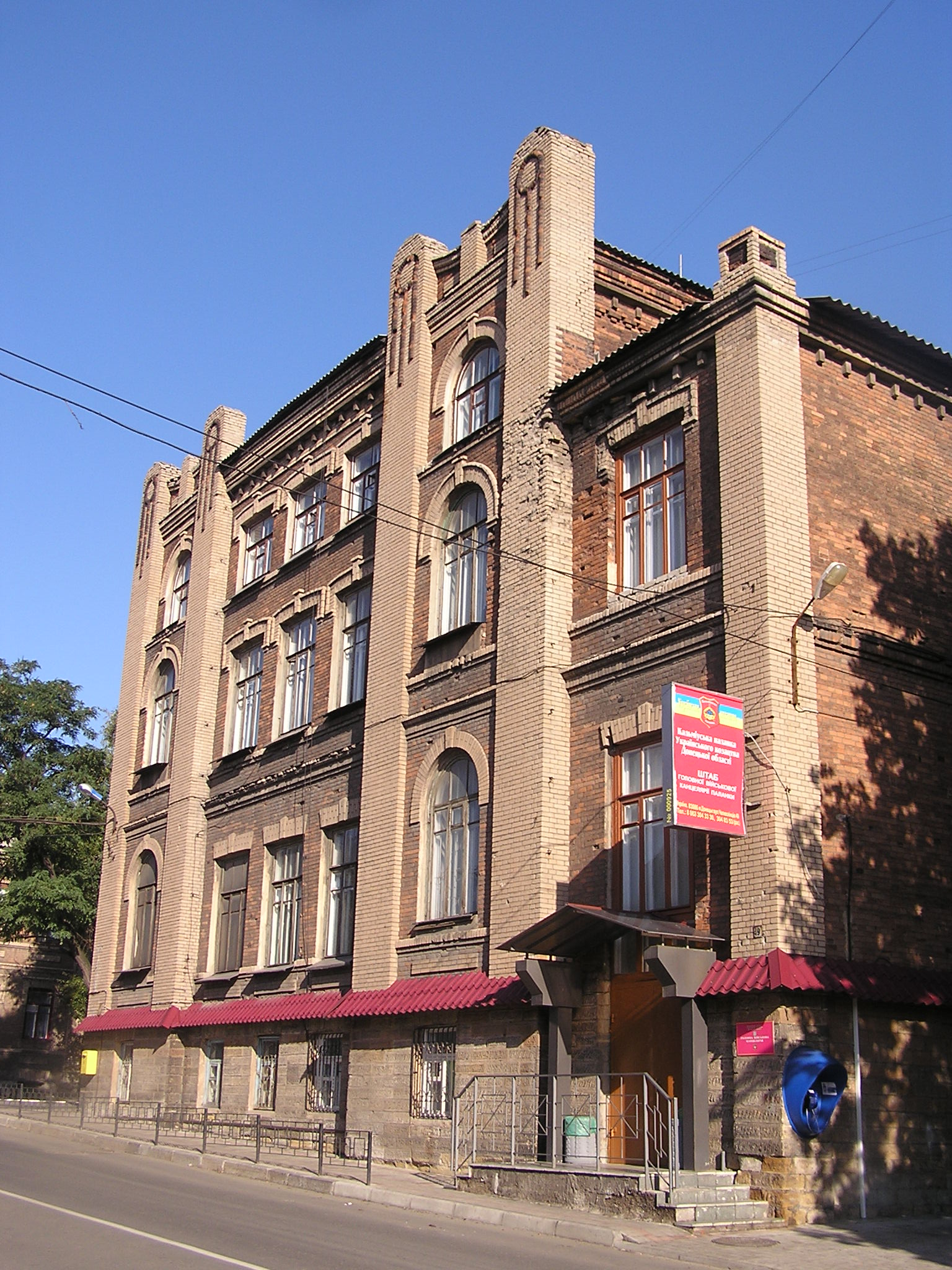
Здание братской школы (боковой фасад) со стороны просп. Павших коммунаров

Братская школа(Челюскинцев, 49) в Донецке основана церковным братством Спасо-Преображенской церкви в 1896 году. В 1903 году для школы построили трёхэтажное здание, оно как и гостиница «Великобритания» было одним из немногих высотных зданий в Юзовке.
Это была церковная школа, но в ней преподавались и светские предметы, такие же как и в средних школах. В школе учились дети из семей разного достатка — купцов, рабочих. К 1917-му году в братской школе училось 1 002 школьника.
В 1925 году на втором этаже братской школы располагался Сталинский окружной краеведческий музей. Затем музей переехал в здание бывшего театра братьев Тудоровских.
В 1945 в помещениях братской школы разместился Донецкий пединститут, пока восстанавливался его полуразрушенный войной учебный корпус. Помещений здания для пединститута было недостаточно. Шесть кабинетов занимали лаборатории и учебно-методические кабинеты. Двенадцать кабинетов занимали учебные классы, где в две смены учились 34 академические группы, а по вечерам проводились курсы подготовки и переподготовки учителей. В коридорах и на лестнице велись дополнительные занятия и консультации. Силами студентов и преподавателей ремонтировалось здание, оборудовались кабинеты, лаборатории, учебные аудитории. В 1950 году институт переехал в новые учебные корпуса.
В разное время в здании располагались неполная средняя школа, вечерняя школа рабочей молодежи и водительские курсы. В настоящее время в здании находится вечерняя школа.